# Best Of (Alliance Ethnik-album)
A Best Of című válogatáslemez a francia Alliance Ethnik nevű hiphopcsapat 1994 és 1999 közötti sikereinek gyűjteménye.
Az albumon található a Playback, valamint a Le Vent Tourne című dal, mely mini cd-n jelent meg promóciós jelleggel Németországban, valamint a Star Track című dal is. Érdekesség, hogy mindhárom dal különböző években került kiadásra kislemezen.

## Megjelenések
CD  Franciaország Delabel – 7243 8 11966 2 5
1. Respect (Radio Edit) 4:18 Featuring – Vinia Mojica
2. Honesty Et Jalousie (Fais Un Choix Dans La Vie) (Radio Edit) 4:27
3. Simple & Funky (Version Album) 3:41
4. Parisien Du Nord 3:29 Featuring [Duet] – Cheb Mami
5. Quand L'Inspecteur S'Emmêle (Interlude) 0:24
6. No Limites (Version Album) 3:04
7. 5 Heures Du Mat' 4:53 Featuring – Vinia Mojica
8. Fat Comeback 3:48 Featuring – Biz Markie, Vinia Mojica
9. La Parole Est A La Défonce (Interlude) 1:22
10. Le Vent Tourne (Inédit) 4:11
11. Simple Et Funky (Prince Paul Remix) 4:15 Remix – Prince Paul
12. Scratch Action Heroes (Interlude) 1:56 Featuring – DJ Mouss, DJ Pone
13. Playback 3:56
14. Jam 4:52 Featuring – Common, Rahzel
15. Un Enfant Doit Vivre 5:05 Featuring [Duet] – Youssou N'Dour
16. Star Track 4:45 Featuring – De La Soul